# Mesochorus bulgaricus
Mesochorus bulgaricus là một loài tò vò trong họ Ichneumonidae.